# 성황신
성황신(城隍神) 또는 서낭신은 한국 신화에 나오는 마을의 수호여신이다. 마을, 경계, 전쟁의 여신인 성황신은 한국에서 가장 잘 알려진 신 중 하나이다.

## 숭배

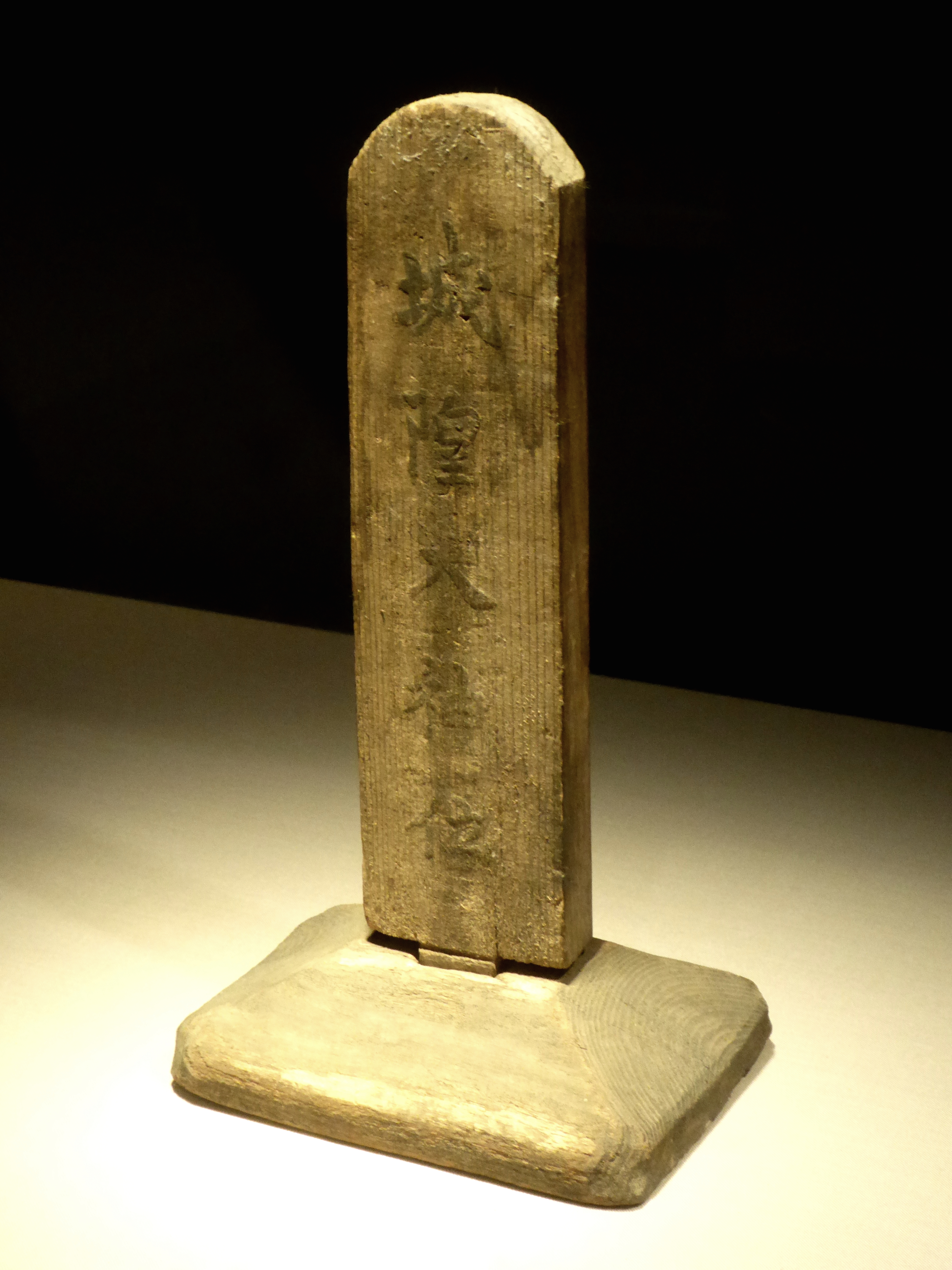
국립민속박물관에 전시된 19세기 성황신 신간

여신은 사람들이 성황신에게 기도하는 성황당, 돌탑, 큰 돌, 집 또는 신성한 나무를 상징한다고 믿었다. 여행자들은 산책로에 성황당을 만들었고, 다른 여행자들은 성황당에 세 개의 돌을 더했다. 세 개의 돌을 추가한 후 여행자들은 여행의 안전을 기원했다. 다른 여행자들은 기도하기 전에 자신이 소유한 물건을 남기거나 성황당에 침을 뱉었다. 그녀는 질병과 불행을 방어하고 여행자나 마을에 행운과 풍요를 가져다주는 것으로 간주되었다.
대부분의 성황신은 여성이다. 그러나 일부는 한 쌍의 여신과 남신이다. 강원도 성황당인 골매기성황당에서는 하나의 성황당 안에 두 성황신이 한 가족으로 살고 있다고 전해진다. 골매기성황당의 성황신들도 다복의 신들이다.
어촌에는 배의 성황신, 배성황이라는 신이 있다. 그녀는 배가 침몰하는 것을 막는다고 믿어진다.
어떤 기록에는 성황신의 특징적인 남성형인 말성황이 나타난다. 말성황은 한 손에는 큰 칼을, 다른 한 손에는 날아다니는 말을 조종하는 전쟁의 신이다. 그는 등에는 활과 화살통을, 머리에는 투구를 얹고 머리부터 발끝까지 전신 갑옷을 입고 있다. 그는 칼날로 귀신 또는 악령을 죽인다고 믿어졌다.
서낭신에게 바치는 굿은 3년마다 행해졌다. 그러나 매년 그녀에게 더 작은 의식이 주어졌다. 서낭굿은 제석본풀이제사에서 제2의 굿이었다.

## 신화
성주굿에 따르면 성황신은 악한 소진항의 자식이다. 집의 수호신인 성주신은 소진항의 아이들을 침을 먹고 살아야 하는 서낭신으로 변하게 만들었다. 이러한 성황신의 기원은 한국 신화에서 성황신이 약한 전사 중 하나로 여겨졌음을 보여준다.